# أحمد فوزي (لاعب كرة قدم مواليد 1977)
أحمد فوزي لاعب كرة قدم مصري في مركز حراسة المرمى ، ويلعب حاليًا لنادي فاركو.

كانت بداياته في الدوري الممتاز من النادي الأهلي ، ثم انتقل لعدد من أندية الدوري الممتاز ، ثم انتقل إلى نادي الشرقية في 25 يوليو 2016 ، ولكنه انتقل منه إلى نادي فاركو في 5 أغسطس 2016.